# Гілберт Андерсон
Гілберт «Брончо Біллі» Андерсон (англ. Broncho Billy Anderson; 21 березня 1880 — 20 січня 1971) — американський актор, сценарист, кінорежисер і кінопродюсер, перша зірка вестернів.

## Біографія
Брончо Біллі, народжений як Макс Аронсон, народився 21 березня 1880 року в Літл-Рок в штаті Арканзас шостою дитиною в сім'ї Генрі й Естер Аронсон, переїхав туда з Нью-Йорка. Дитинство провів у Сент-Луїсі, а згодом перебрався в Нью-Йорк, де працював фотомоделью і журналістом.
Його акторська кар'єра почалася з участі у водевілях, а в 1903 році він дебютував в кіно. На початкових етапах своєї кар'єри він часто співпрацював з Едвіном Портером, з яким написав кілька сценаріїв до фільмів. Перша роль Андерсона також була в фільмі Портера «Велике пограбування потяга», де він зіграв зразу три невеликі ролі. Після великого успіху фільму Андерсон зрозумів, що кіноіндустрія це саме те, з чим він хотів би пов'язати своє життя. Згодом, взявши псевдонім Гілберт М. Андерсон, він почав писати сценарії для власних фільмів, в яких сам і виконав головні ролі.
У 1907 році Андерсон, разом з Джорджем Керком Спіром, започаткував кіностудію «Ессеней Філм», яка стала однієї з найбільш великих компаній в період становлення кінематографа. Андерсон знявся у своїй студії у більш ніж 300 ролей в короткометражних фільмах. Хоча він втілював на екранах зовсім різні персонажі, популярність йому принесли сотні ролей в короткометражних вестернах, він став першою зіркою в цьому жанрі і отримав прізвище «Брончо Біллі». У той час, коли Спір займався справами кіностудії в Чикаго, Андерсон подорожував зі своєю командою по заходу США, де знімали нові фільми.
У 1916 році Андерсон продав свою частину студії «Ессеней Філм» і припинив зніматися в кіно. Він повернувся в Нью-Йорк, де купив один з невеликих театрів, в яких ставив власні спектаклі, але без особливого успіху. В ній він вернувся в кіно в 1919 році, знявшись в декількох фільмах, а також у пару короткометражних. За рік, через конфлікти з керівництвом «Metro Pictures», з яким Андерсон співпрацював, він покинув індустрію кіно.
У 1943 році Андерсон подав позов проти студії «Paramount Pictures», яка у своєму фільмі «Зірка, прикрашена блискітками ритму» використала персонаж з іменем Брончі Біллі, який, як здалось Андерсону, є негативним посиланням на нього самого. У своєму позові він запросив 900000 $, але чим закінчилася справа, невідомо.
Андерсон ще раз повернувся в кіно, став власником кіностудії «Progressive Pictures» в 1950-х роках, а також виконав невелику роль у вестерні «Щедрий вбивця» в 1965 році. У 1958 році Андерсон отримав почесну премію «Оскар» з поміткою «Піонеру кінематографа, за значний внесок у розважальну кінопромисловість».
Брончо Біллі Андерсон помер 21 січня 1971 року в 90-річному віці в Будинку акторів кіно і телебачення в Вудленд-Гіллз, штат Каліфорнія. У нього залишилася дружина Молі Шаблеман, з якою він був разом з 1910 року, а також дочка Максина. Він був кремований, а прах поміщений у каплиці одного з кладовищ в Лос-Анджелесі.

## Вшанування пам'яті
Його ім'я вибите на Алеї Слави у Голлівуді.